# آلر
آلر رودی است که به وزر می‌ریزد. این رود از کشور آلمان می‌گذرد و طول آن ۲۱۱ کیلومتر (۱۳۱ مایل) است.

## نگارخانه

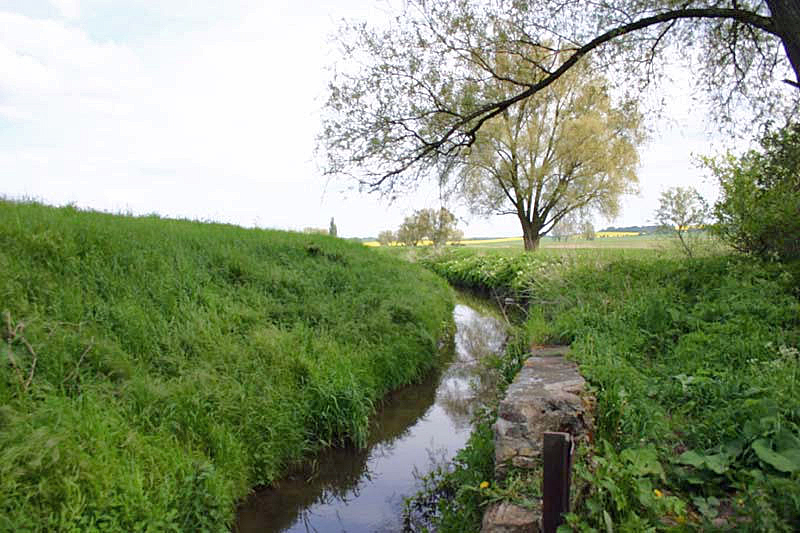
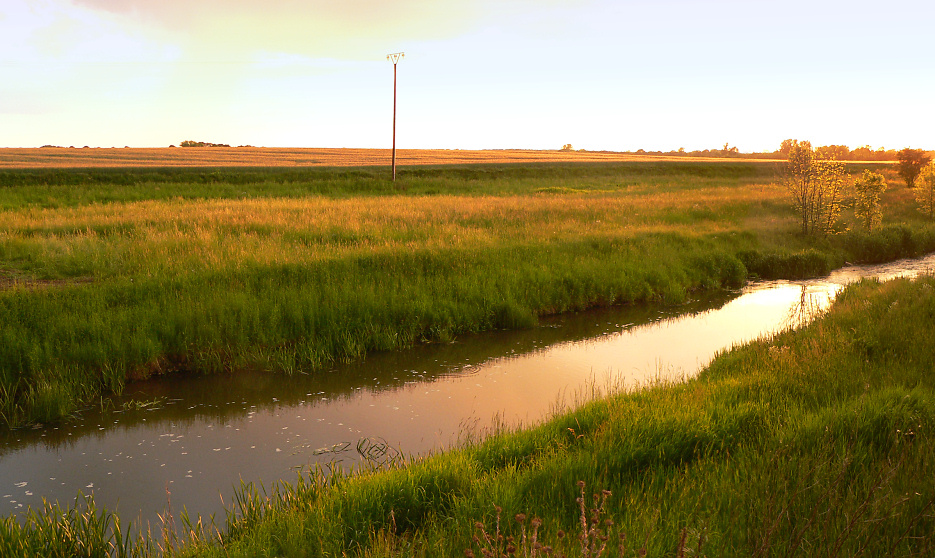
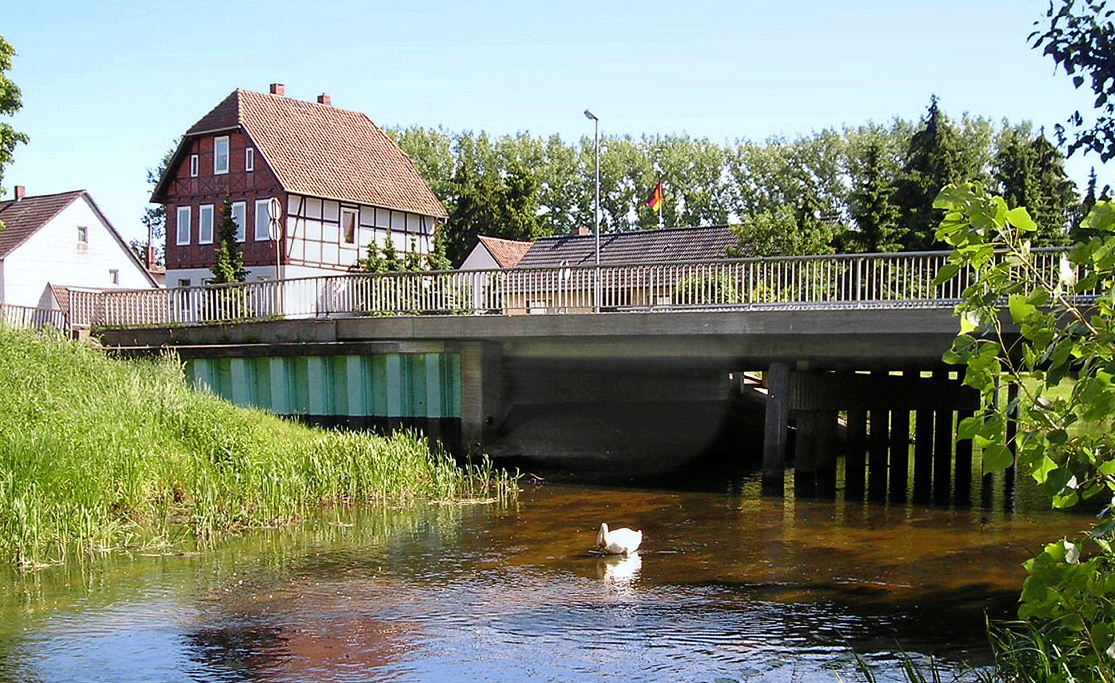